# Riego en Guatemala
El riego en Guatemala es una actividad agrícola que se remonta a la era colonial, pero los desarrollos más importantes para el país fueron introducidos por empresas multinacionales de frutas en la década de 1920, donde irrigaron hasta 22,000 ha. Desde 1957, el gobierno de Guatemala ha planificado y ejecutado 27 proyectos importantes a nivel nacional de riego que cubren alrededor de 15,300 ha y 2,800 regantes. Durante este mismo período, las iniciativas privadas regaron otras 36.500 ha de cultivos tradicionales como el plátano y la caña de azúcar. Entre 1979 y 1990, se desarrollaron otras 2,489 ha de proyectos de riego a pequeña escala para productos no tradicionales. Estos proyectos demostraron ser muy eficientes y exitosos ya que utilizaron métodos de riego por aspersión de bajo costo. En 1990, había 76,365 ha bajo riego. Durante la década de 1990, la cobertura de riego aumentó y en 1998 había 129,803 ha. En 2002, aproximadamente 169,300 ha estaban bajo riego.